# Schlatt-Haslen

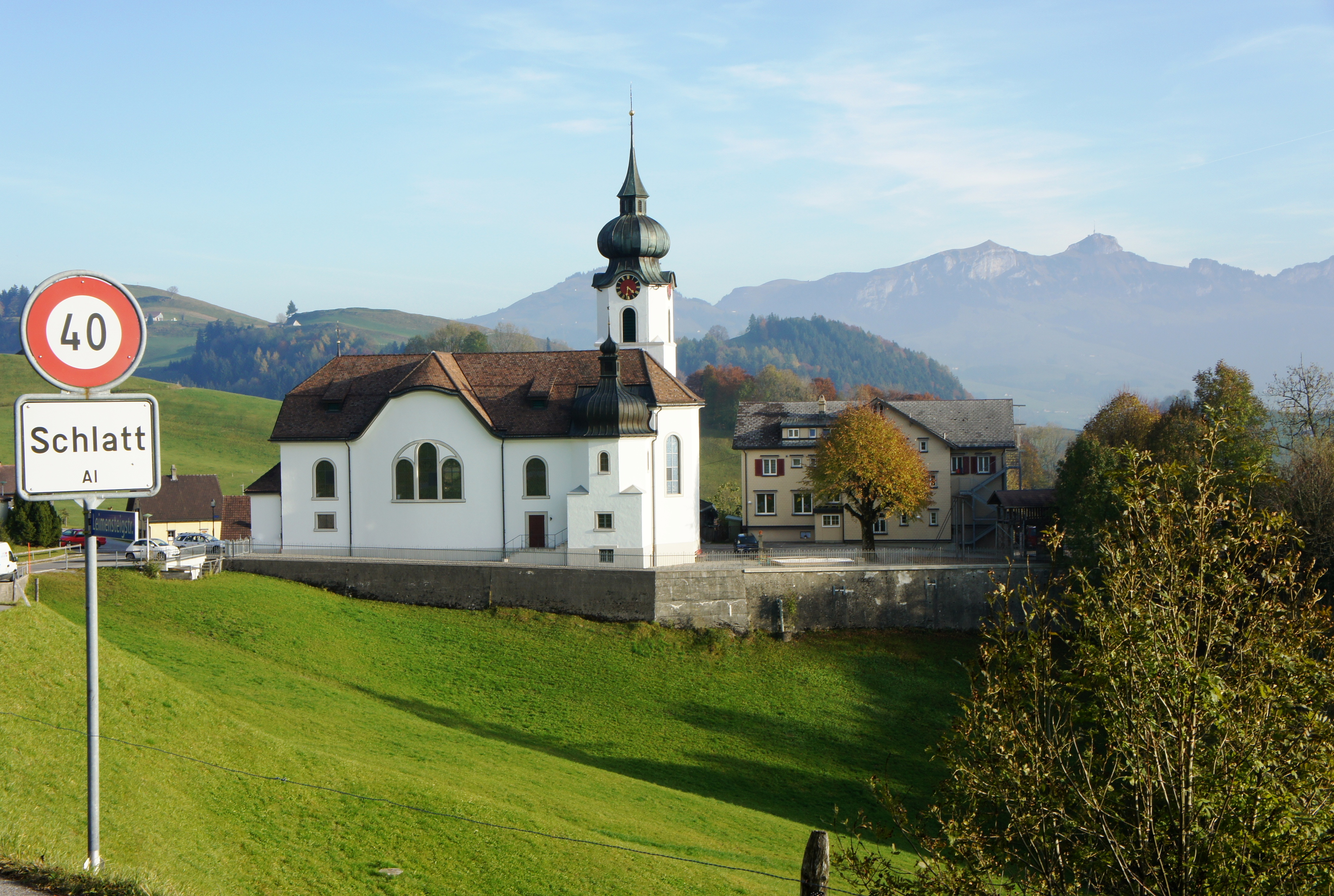
Kyrkan i Schlatt.

Schlatt-Haslen (schweizertyska: Schlatt-Hasle) är ett distrikt i kantonen Appenzell Innerrhoden i Schweiz. Distriktet har 1 121 invånare (2023).
I Appenzell Innerrhoden har distrikten samma funktion som kommunerna har i övriga kantoner, därför är inte Schlatt-Haslen indelat i kommuner.
Till distriktet hör även exklaven Kloster Wonnenstein som ligger i kantonen Appenzell Ausserrhoden. Kommunens huvudort är Haslen.